# 대전광역시한밭수목원
대전광역시한밭수목원(大田廣域市-樹木園)은 대전광역시의 도심 내의 생물서식 공간 확보 및 학술적·환경교육적 기능수행과 시민휴게공간 기능을 부여하고, 공원시설의 관리운영, 도시녹화 및 가로화단 확충사업 추진 등을 위하여 대전광역시청 산하에 설치된 사업소이다.
수목원장은 지방서기관이나 지방기술서기관으로 보한다.

## 역사
본래 이 곳은 1993년에 열렸던 1993년 세계 박람회의 남문 광장 및 남문 주차장 자리였으며 박람회가 폐막되면서 유휴지가 되었다가 대전시에서 이 곳에 녹지 및 생태공원 조성계획에 따라 2008년에 개장하였다. 주변에 엑스포과학공원이 있었으며 현재의 수목원은 1993년 세계 박람회가 열렸을 당시 박람회장 남문 광장 및 주차장 기능을 했던 곳이었다.

## 이용 현황
2005년 개원 이래 연평균 90만 여명의 사람들이 방문하고 있으며, 정부대전청사와 갑천을 연결하는 녹지, 생태축의 역할을 하고 있다. 동원의 동쪽에는 천연기념물보호센터가 자리잡고 있어 자연을 학습하기 좋은 환경을 갖추고 있다.

## 보유 식물
한밭수목원은 인공수목원으로 식장산, 계룡산, 우성이산 등 대전 인근의 산과 들에 있는 식물 종을 중심으로 생태 숲을 조성하였다. 학술연구는 물론 식물에 학습을 위한 기회와 휴식과 문화공간을 제공하고 있다. 동원에는 목련원, 약용식물원, 암석원, 유실수원, 단풍나무원, 소나무원, 관목원, 화밀원, 식이식물원, 특산식물원, 참나무원, 상록수원, 대나무원, 장미원이 있고, 서원에는 감각정원, 습지원, 야생화원, 졸참나무숲, 상수리나무숲, 침엽수원, 소나무숲, 물오리나무숲, 단풍-신갈나무숲 등이 자리하고 있다. 

## 열대식물원
주로 열대성 국가나 지방에서 자라는 특종 수목 및 식물을 전시하는 곳으로 대한민국은 여름과 겨울이 오가는 계절적 교차에 의해서 특히 겨울에는 열대 식물들이 자생하기 힘들기 때문에 별도의 온실형 건물을 통해서 열대 수목과 식물들을 전시하고 있다. 열대식물들은 대부분 열대성 기후에 속하는 국가와 지방에서 자라고 있으며 온실에서 나오는 온난기와 창가에서 비춰지는 햇볕을 통해서 자라고 있다. 
열대식물원은 수목원 동원에서 아래로 내려가는 열대식물원 건물에 있으며 입장료는 무료이다.

## 사진

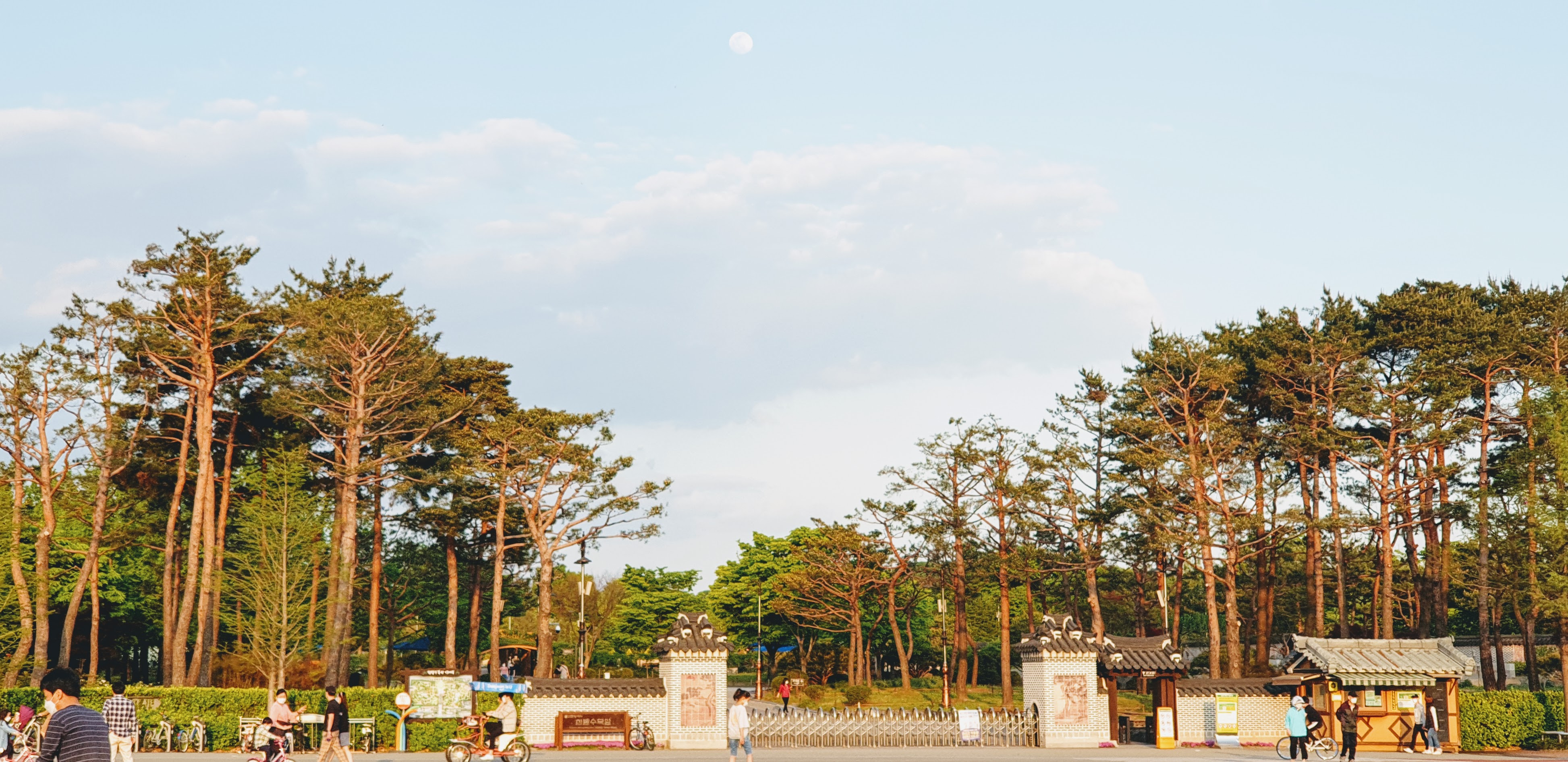
동원 정문
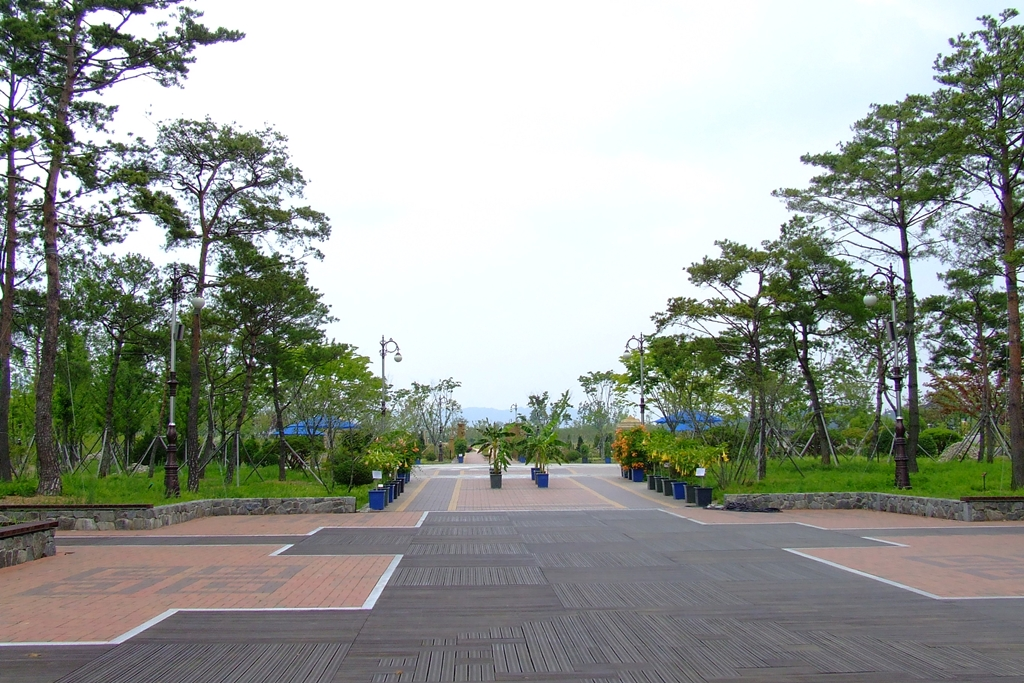
동편 광장
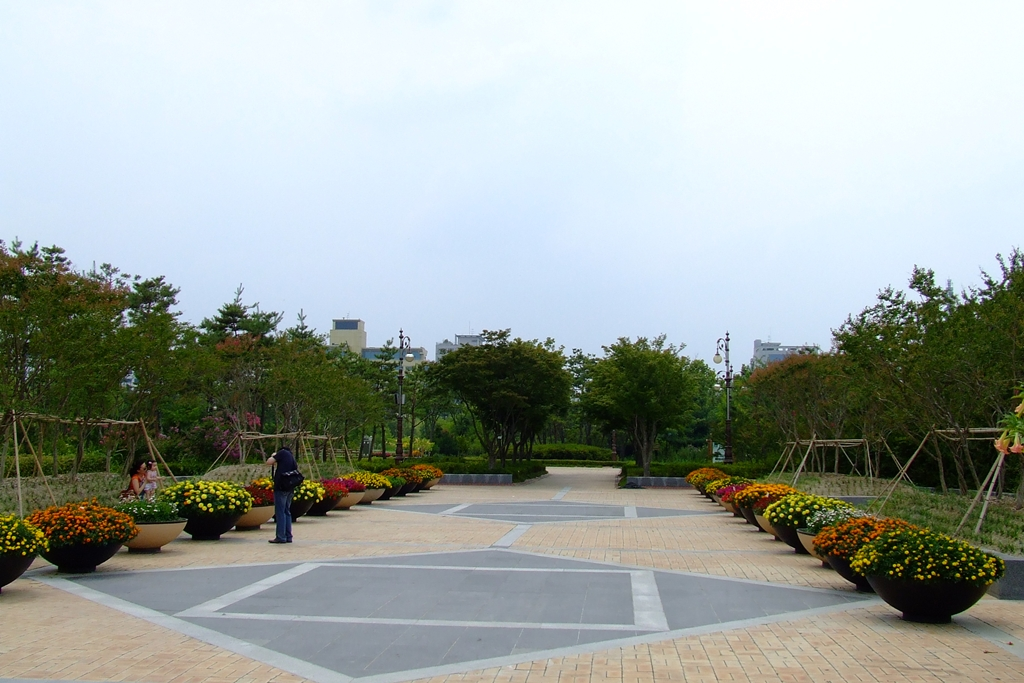
서편 광장
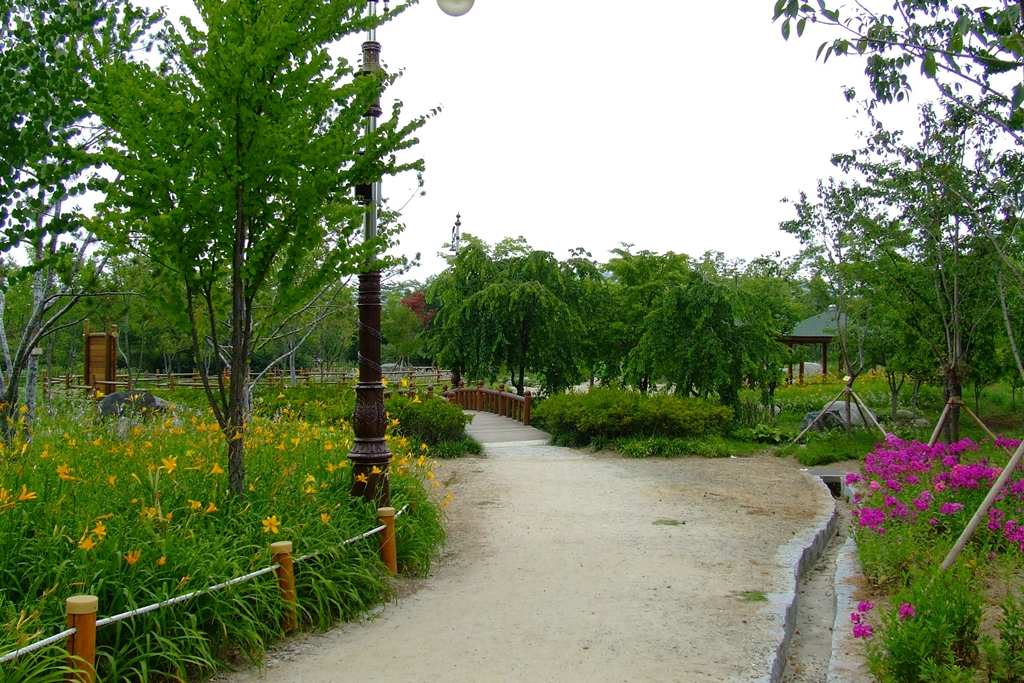
서쪽편 수목원의 꽃들
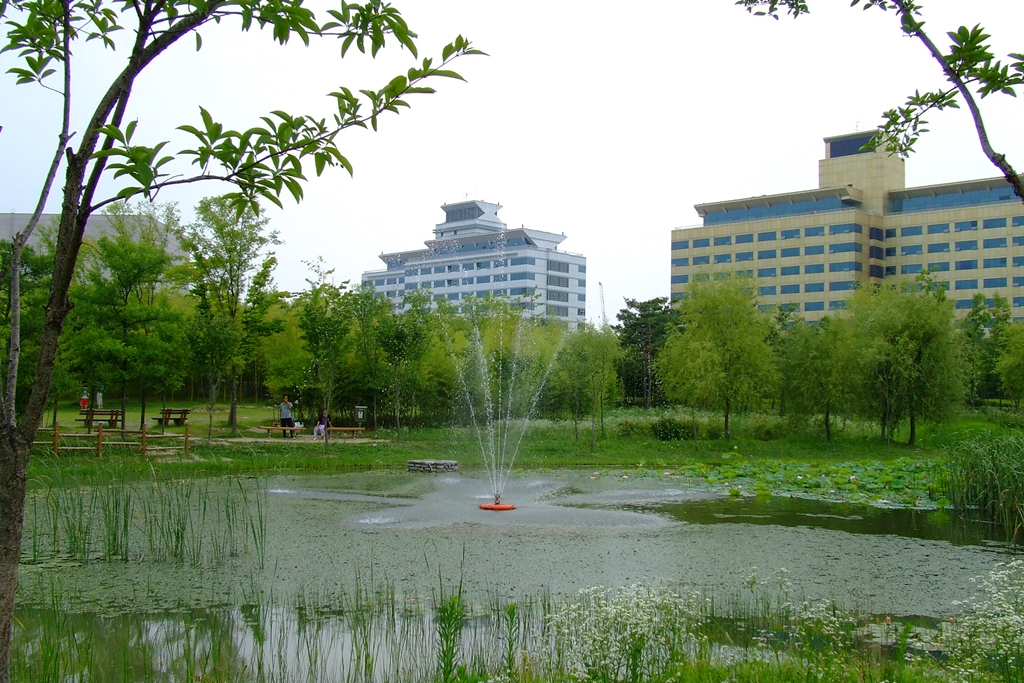
서쪽편의 호수
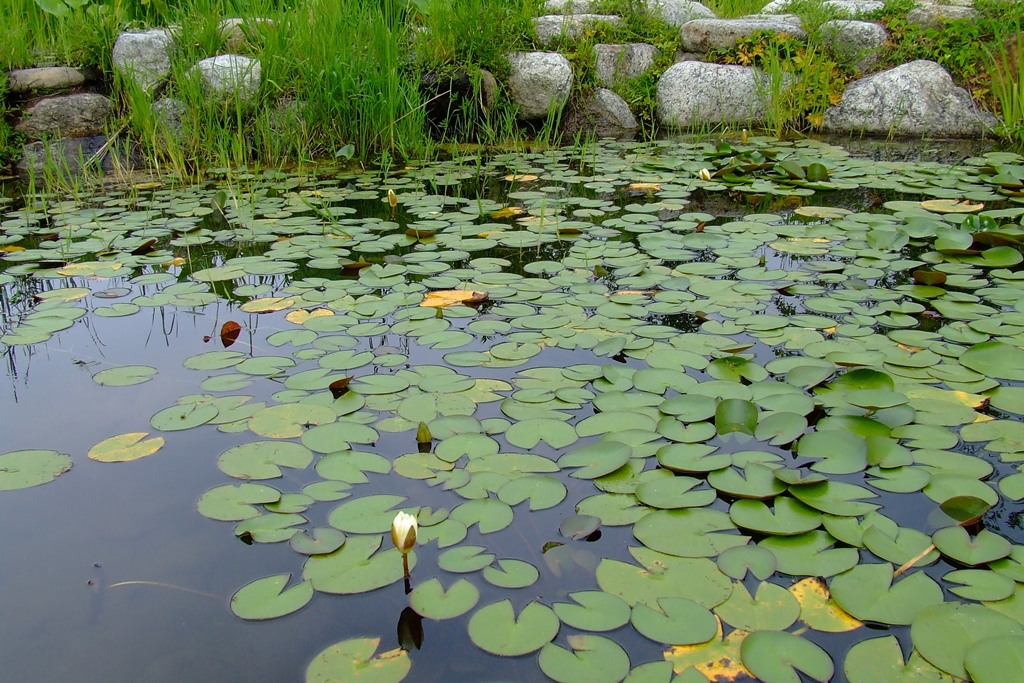
서쪽편 호수의 수련
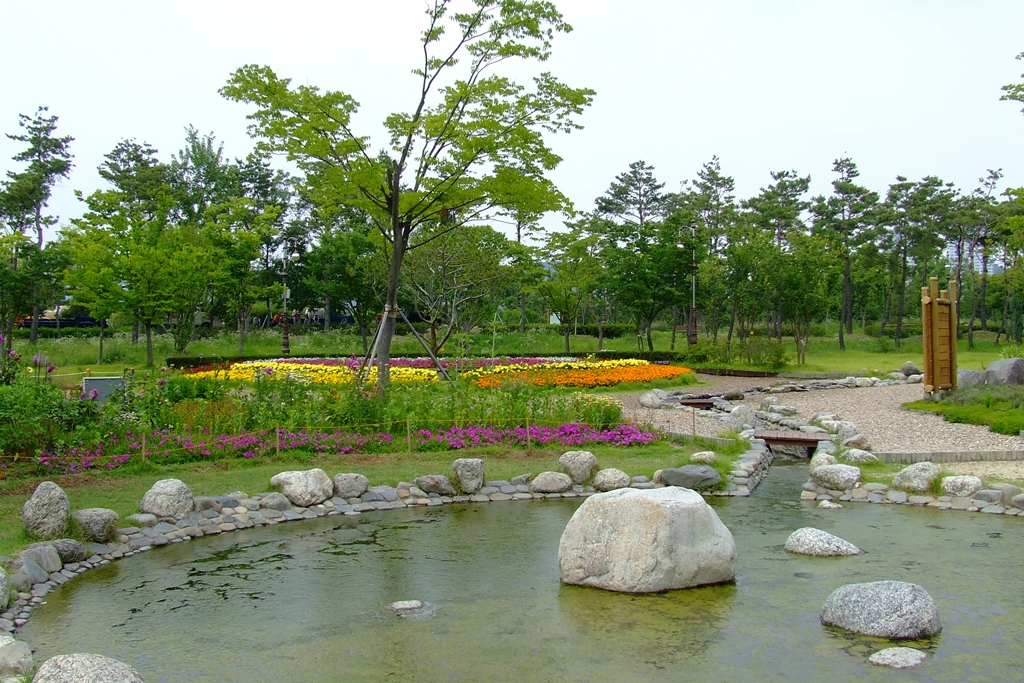
서쪽편의 감각정원